# Hortavie Mpondo
Pour les articles homonymes, voir Mpondo (homonymie).
Hortavie Mpondo, née le 27 juin 1992 à Limbé, est une actrice, mannequin et graphiste camerounaise.

## Biographie

### Enfance et débuts
De son vrai nom Hortavie Lydie Sengue Mpondo, Hortavie Mpondo naît le 27 juin 1992 dans la ville de Limbé[réf. nécessaire]. Elle est diplômée du collège de Sonara dans la même ville et étudie la biochimie à l'université de Douala[réf. nécessaire].

### Carrière
Hortavie se fait connaître au Cameroun grâce au mannequinat. En effet, elle est l'égérie de la marque Bold MakeUp. Elle est donc visible en Europe occidentale (Belgique et France) et en Afrique (Cameroun, Côte d'Ivoire, Sénégal et Congo). Elle a aussi posé pour la banque gabonaise BGFIBank Group au Cameroun. Pendant un temps, elle a aussi été représentée par l'agence Niki Heat Model Management. En 2017, elle représente la marque Deidoboy lors de la Deidoboy Fashion Day qui a lieu au Collège Alfred Saker dans le quartier Deïdo à Douala avec d'autres personnalités telles que le présentateur de télévision camerounais Président Tchop Tchop.
Elle se tourne vers le cinéma et la télévision en 2017 à l'occasion du tournage de Le Cœur d’Adzaï de Stéphane Jung et Sergio Marcello. Elle y joue le rôle d'Amanda auprès d'Hervé Nguetchouang. Entre 2018 et 2019, Hortavie tourne 3 courts métrages dont Elles de Thierry Kamdem, un film engagé contre les violences familiales que les hommes infligent à leurs femmes et leurs enfants. En 2018, elle joue dans la série Otage d'amour d'Ebenezer Kepombia. La même année, elle tient le rôle principal féminin Rose Young aux côtés des acteurs camerounais (Blanche Bilongo, Stéphane Tchonang) et français (Baba Wild, Milan Ewing) dans le long métrage (non sorti) Coup de foudre à Yaoundé de Mason Ewing.
Elle est considérée comme une étoile montante du cinéma camerounais.

### Autre activité
En parallèle à sa carrière dans le divertissement, elle fait du graphisme.

## Filmographie

### Courts-métrages
- 2017 : Le Prince de Genève de Michel Kuate : Raïssa

- 2018 : Elles de Thierry Kamdem : Samira 2

- 2019 : The Solo Girl de Dante Fox : Morelia

- 2021 : PND (Père Non Determiné)  de Cyril Ella : Elvira

### Longs-métrages
- 2017 : Le Cœur d’Adzaï de Stéphane Jung et Sergio Marcello : Amanda

- 2019 (film non sorti) : Coup de foudre à Yaoundé de Mason Ewing : Rose Young

- 2020 : Rêve Brisé  de Éric Dipo Maina : Madèle

- 2022 : Sadrack de Narcisse Wandji : Rachel

### Série
- 2018 : Otage d’amour d’Ebenezer Kepombia : Sylvie

- 2020 : Madame... Monsieur (Saison 1) d'Ebenezer Kepombia : Alice

- 2020 :  La Nouvelle Épouse de Marcelle Kuetche  : Mwana

- 2021 :  Madame... Monsieur (Saison 2) d'Ebenezer Kepombia : Alice

- 2021 : Pouvoir et loi de  M'broh Lath  : Eunice
- 2022 :  Madame... Monsieur (Saison 3) d'Ebenezer Kepombia : Alice
- 2023 : La bataille des chéries (Saison 1&2) d'Ebenezer Kepombia : Bisseck
- 2023 : 12 CAS ( CAS 5 ) Coeur de lion de Blaise Option : Leana
- 2024 : Une Femme Pour Mon Mari de Blaise Option : Viviane

## Liens Externes
- « Hortavie Mpondo » (fiche bio), sur Allociné
- « Hortavie Mpondo » (présentation), sur l'Internet Movie Database